# Спасо-Преображенська пустинь (Київ)
Спа́со-Преображе́нська пу́стинь (м. Київ) — парафія Української православної церкви, яка розташована у південній частині Києва (вул. Ягідна, 58А) на місці зруйнованого у радянські часи монастиря. Нині побудовано храм на честь преподобного Феофіла, братський корпус, святе джерело та іконна лавка. Планується відбудова Спасо-Преображенського собору та іншої інфраструктури монастиря. На частині історично території пустині розташовані приміщення Центрального клічнічного госпіталю Державної прикордонної служби України.

## Історія виникнення
Вранці 14 серпня 1852 року ієросхимонах Феофіл, поїхав з Китаєвської пустині до Лаври. Це було напередодні свята Успіння, та Феофіл мав провести там ніч та день. Коли він проїжджав по лісу біля того місця, де в майбутньому буде стояти Преображенська пустинь, бичок його звернув з дороги та пішов праворуч у ліс. Старець зайнятий читанням Псалтирі, як би не помітив цього. Чоловіки, які йшли з селища до лісу з сокирами побачили цю помилку та звернулись до старця: — «Батюшка! Ваш бичок заблукав. Дивіться — він не туди йде….»
Феофіл, відірвавшись від Псалтирі, повернувся до чоловіків та відповів: «Нехай собі йде. Він краще нас знає, чого йому там треба. Це для того, щоб я тут Богу помолився». З цими словами старець зліз з воза, взяв у чоловіка сокиру, зрубав маленьке деревце та витесав з нього невеликий хрест. В 50-х роках минулого сторіччя на місці Преображенської пустині був густий ліс тому будівництво тут пустині нікому не спадала на думку, але Феофіл прозрів тут майбутню благодать Божу і як Андрій возвів хрест на висотах Києва, так і старець поставив свій хрест на тому місці і сказав: «Пам'ятайте, друзі! На цим місці буде побудований монастир. І багацько живих та мертвих буде поселятися у нім… де був хрест покладено початок Преображенський пустині, та крім живих людей, що шукають спокою для душі, стали оселятися там і мертві тілом для вічного покою свого, в очікуванні настання Страшного Суду Божого».
Що було сказано, то і збулося. Офіційно в 1869 році за рішенням Духовного собору Києво-Печерської лаври, Китаївській пустині надаються землі на захід від неї під влаштування цвинтарю, бо на її території вже не вистачало вільного місця для поховання братії Лаври. Через рік після указу Синоду військовим інженером О.Середою розробляється проект будівництва нової кам'яної церкви для відправлення служби. Церкву закладено в 1872 році. Одночасно з нею зводиться й корпус для братії. Будівництво церкви та корпус для братії, стало початком формування Спасо-Преображенського скиту, який на перших етапах мав назву «Китаєво-цвинтарний скит». Він став останнім духовним осередком, закладеним на південній околиці Києва, гармонійно увійшовши в ареал її монастирських осередків. Бо до того часу вже завершувалося формування Китаївської пустині та Феофаніївського скиту, були сформовані Голосіївська пустинь та скит в урочищі Церковщина.
Спасо-Преображенський скит крім свого головного функціонального призначення, разом з Голосіївською та Китаївською пустинями, відігравав й роль господарсько-економічного осередку, постачаючи до Києво-Печерської лаври продукти харчування: рибу, молоко, вино тощо. Освячена церква 1873 року на честь Преображення Господнього. Це прямокутна в плані споруда, видовжена з заходу на схід, із зсунутим до вівтарної апсиди світловим барабаном та дзвіницею над входом, яка мала восьмикутний об'єм із шатровим завершенням. В нижній частині шатер був декорований кокошниковим пояском. Такий тип споруд наприкінці XIX століття був поширеним в тодішній Російській імперії, не оминувши й Україну, при цьому увібравши в себе національні та регіональні особливості будівництва. При цьому, паламарня та жертовник церкви мали коробове склепіння, в той час як основна частина храму мала пласке перекриття. Підвал, який розташовувався під центральною частиною церкви мав складне склепіння, яке, поділяючись на чотири ідентичних за побудовою форми, спиралося на підпірний стовп в центрі підвального приміщення. По осі північ-південь він відповідав внутрішнім розмірам церкви, а по осі схід-захід — від іконостасу до підмурків храму без врахування дзвіниці. Таким чином він отримав форму квадрата. В інтер'єрі церкви розташовувався різьблений іконостас, два кресленики якого виконав послушник Андрій Петренко.

## Печери та система водопостачання
Ще 1901 року проектується та з часом будується система водопостачання до Спасо-Преображенського скиту з Китаївського струмка, який на плані 1901 року позначений як «ручей Безымянный». Ф.Титов у свої праці так описував цю систему: «Около Преображенской пустыни к югу от нее, в овраге, находится особый двор, с водопроводом, который обслуживает Китаевскую и Преображенскую пустыни, Самбурский хутор…, свечной завод и Китаевский хозяйственный двор». За часів радянської влади ця система була знищена.. В межах колишньої території Спасо-Преображенського скиту наприкінці XIX століття було засновано також й останній в тодішній Російській імперії печерний скит, заснований одним з монахів, який викопав самостійно за 10 років печеру. У своїй праці В.Щербина зазначав, що «За своїми розмірами та виглядом вона була схожа на печеру Досифія на Китаївському городищі». Землею, яку він виносив з печери було засипано провалля, яке позначено на плані (1872 року) літерою «А». Та пояснено «…дорога проходящая через овраг которьій потребуется засыпать землею, всего 45 куб. саж». На сьогодні цей печерний комплекс частково знищений через зведення сучасних будинків та споруд протягом 1980-х — 2006 років. (Іл. 79)
У своїй книзі Т.Бобровський, посилаючись на матеріали спелеологічних досліджень Інституту археології НАН України, так описував ці печери. «Печерний комплекс колишнього Преображенського скиту Києво-Печерської лаври на горі Мишоловка (район сучасного перетину вулиць Ягідної та Кащенка) відомий за архівними джерелами XIX ст. та матеріалами археологічних розвідок 1950-1960-х рр… У 1968 р. провалом, що трапився за 100 м на північний схід від колишньої церкви скиту (сучасна територія госпіталю), було відкрито значну ділянку цього комплексу. Вона мала складний, практично лабіринтовий характер, утворений двома магістральними галереями з численними, подекуди заваленими відгалуженнями. Ширина галерей становила 0,7-1 м, висота — понад 1,5 м. Загальна довжина обстеженої ділянки становила близько 130 м, а глибина її залягання — 3- 4 м від сучасної поверхні. У стінах галерей зафіксовано декілька ніш-аркосолій, а також: 4 камерні приміщення (2-2,5x1,5x1,5 м), що слугували, ймовірно, келіями та каплицями. Стіни й склепіння споруд були потиньковані безпосередньо по лесовому материку, місцями на них спостерігались графіті релігійного змісту. Археологічні розкопки печерного заповнення не проводилися. Це, безумовно, найпізніша культова печерна пам'ятка на території міста, яка засвідчує надзвичайну поширеність лаврської традиції печерництва».

## Видатні особистості
У Спасо-Преображенської пустині прожив чотири з половиною роки (з 30 квітня 1891 року по 15 листопада 1895 року) Преподобний Олексій (Шепельов). Згадуючи цей період, він говорив своїм сучасникам: «Це був найкращий час в моєму житті. Я там завжди пам'ятав про смерть». А нагадувало йому про останню годину людського життя братське кладовище, що знаходилось на території пустині.
На кладовищі Спасо-Преображенської пустині був похований Христа ради юродивий старець Паїсій (Яроцький), рясофорний інок Києво-Печерської Лаври (територія де знаходився братський цвинтар та могила блаженного Паїсія в наш час[коли?] знаходиться на приватній прибудинковій території).

## Знищення пустині
Після революції монастирі та церкви як релігійні установи були закриті, а їхнє майно перейшло у власність держави. З січня 1924 року будинки скиту (а їх на той час налічувалось більше двадцяти дерев'яних та цегляних будівель і споруд) у вигляді довголітньої оренди повністю відійшли до Київської секції наукових працівників АН УСРР, «де щорічно відпочиває близько 300—400 наукових робітників і їхніх родин». Будівлі та споруди скиту стали належати Секції невипадково. Професор І. Никодимов у своїх спогадах про Києво-Печерську лавру свідчить, що в міськраді у 1924 році була прийнята постанова про закриття Спасо-Преображенського скиту. Увесь скит із землями, що йому належали, повинен був перейти до земвідділу Київської міськради. Проте керівництво цієї установи не дуже добре ставилося до Лаври. Вирішено було вести переговори із представниками Комітету з покращення побуту вчених. Наслідком цих переговорів і стала організація на території скиту будинку відпочинку для наукових працівників.
Ця наукова організація з належною увагою ставилася до Лаври та її обителей: в церкві Преображення Господнього проводили богослужіння, а монахи, хоча й потіснившись, продовжували жити в стінах монастиря. Проте з листування, що зберігається в Центральному державному історичному архіві України, стають відомими інші факти такого співіснування. «Секция теперь считает себя полным хозяином как территории, так и всех зданий с имеющимся в них инвентарем, кроме церкви и относящегося к ней имущества, находящегося на хранении церковной Общины…не позволяя погребать на кладбище не только посторонних лиц, но даже и Лаврских монахов». У 1939 році зруйновано Спасо-Преображенську церкву. На початку 1980-х років скит остаточно знищено. Лишилися лише руїни споруди водогону та залишки цегли під земною поверхнею від колишніх будівель і споруд скиту. На місці монастирського кладовища в ті ж 1980-і роки побудовано клінічний шпиталь Держприкордонслужби України, а північну частину його території відведено у приватну власність та частково забудовано малоповерховими будинками й господарськими спорудами. Вільною під забудову залишилася земельна ділянка орієнтовною площею 0,285 га

## Відбудова

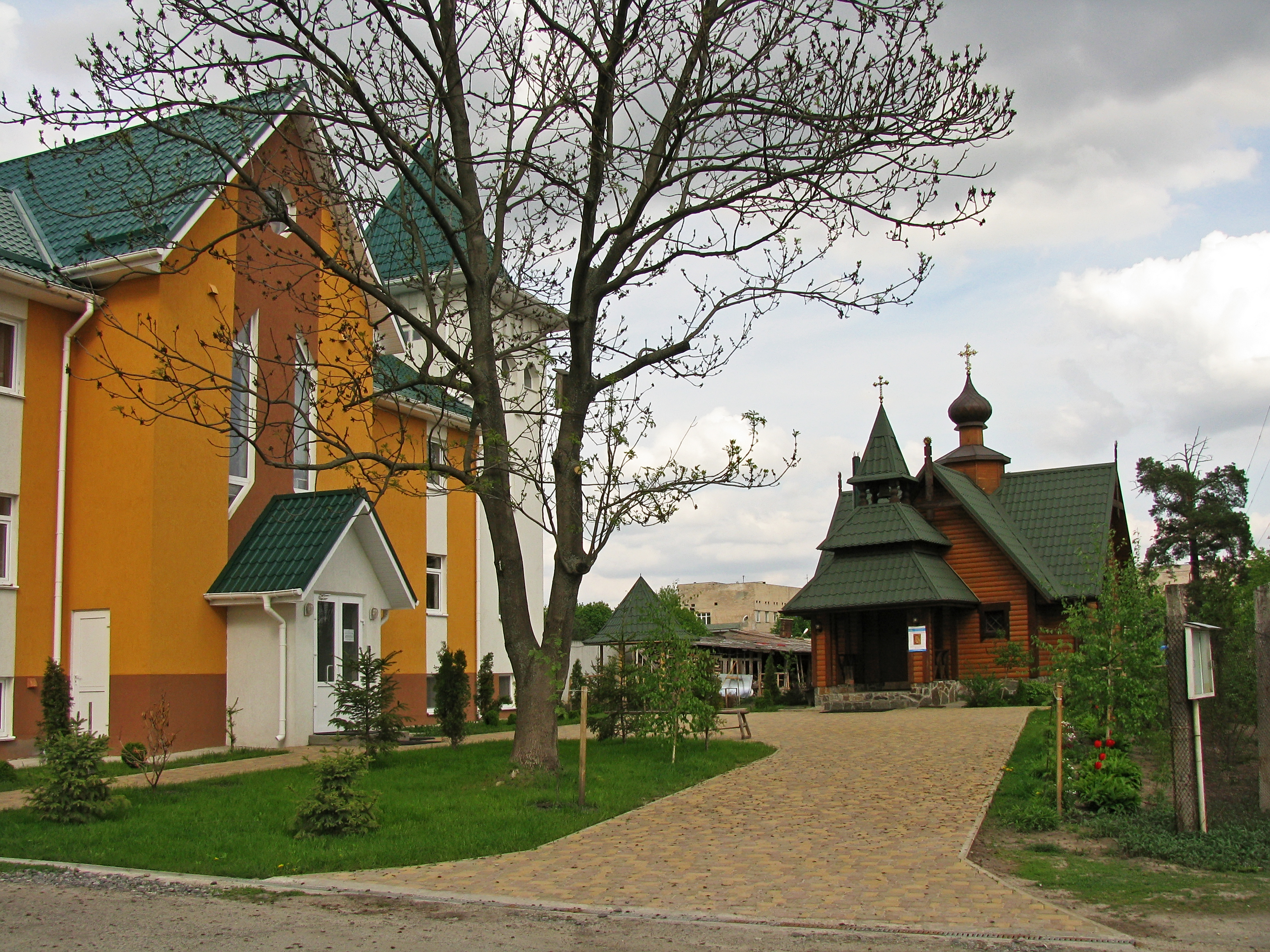
Спасо-Преображенська пустинь. Церква преподобного Феофіла Київського УПЦ МП

В квітні місяці 2004 року Ігумен Мойсей(Нікулін) виявив фрагмент дерев'яного брусу на глибині близько 50 см від денної поверхні в межах невеликого болота. Для з'ясування характеру виявленого артефакту, у травні-червні того ж року було проведено розчистку території довкола виявленого брусу з пониженням рівня ґрунту на відмітку −28 см від д.п. В результаті проведених робіт, було з'ясовано, що цей брус є фрагментом названого вище збірника води біля Китаївського струмка, який входив до системи водопостачання, згадуваної у праці Ф.Тітова. Розчищена споруда мала добре збережений стан, не зважаючи на її практично 100-літній вік. Вона становить собою дерев'яну конструкцію, виконану з дубового брусу (30x30 см), заглиблену в землю на 3 метри, маючи загальний об'єм 100 куб.м. Не зважаючи на проведену реконструкцію (заміну окремих пошкоджених частин конструкції), яка призвела до часткової втрати автентичності, все ж таки становить собою цінний об'єкт, при розгляді його в структурі всієї системи водогону, як взірець еволюції водогінних систем Києва початку XX століття
В січні 2005 г. Після прохання місцевих мешканців Мишоловки про відновлення зруйнованої пустині ігуменом Моісеєм (Нікуліним) почався збір архівної інформації про Спасо-Преображенську пустинь. 15 вересня 2005 року Митрополит Київський та всієї України Блаженніший Володимир (Сабодан) благословив зареєструвати громаду Спасо-Преображенської пустині та почати її відновлення під благочинієм протоієрея Мирослава (Бариляка). Нині закінчена робота з дослідження архівних даних, відновлена честь преподобного Феофіла, братський корпус, святе джерело та іконна лавка.